# Gideon Malherbe
Gideon Malherbe (ur. 1 października 1972) – południowoafrykański zapaśnik walczący przeważnie w stylu klasycznym. Zajął dziewiętnaste miejsce na mistrzostwach świata w 1999. Brązowy medalista igrzysk afrykańskich w 1995. Zdobył pięć medali na mistrzostwach Afryki w latach 1992 – 1997.